# Umbrina roncador
Umbrina roncador är en fiskart som beskrevs av Jordan och Gilbert 1882. Umbrina roncador ingår i släktet Umbrina och familjen havsgösfiskar. IUCN kategoriserar arten globalt som livskraftig. Inga underarter finns listade i Catalogue of Life.

## Bildgalleri

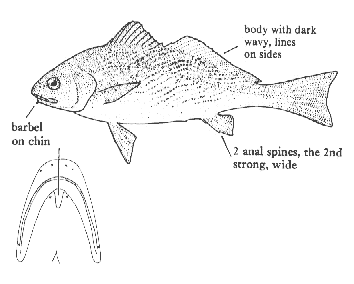